# Heinrich Wittram
Heinrich Wittram (* 28. März 1931 in Riga; † 7. August 2018 in  Hannover) war ein evangelisch-lutherischer Theologe und Kirchenhistoriker deutschbaltischer Herkunft.

## Familie
Heinrich war das älteste von fünf  Kindern des Historikers Reinhard Wittram  und dessen Ehefrau Ilse, geb. Koch. Heinrich Wittram war seit 1958 mit Helga, geb. Heinze verheiratet.

## Leben
Im Zuge des Hitler-Stalin-Pakts kam die Familie Wittram Ende 1939 nach Posen. 1941 wurde Heinrich dort in das altsprachliche Gymnasium aufgenommen. Nach der Flucht aus Posen am 20. Januar 1945 fand die Familie in Göttingen  eine erste Aufnahme und nach Kriegsende eine neue Heimat. Heinrich besuchte in Göttingen das humanistische Gymnasium bis zum Abitur 1950. Im Zusammenhang mit dem Umdenken nach dem Ende des NS-Staates und des Krieges entschloss er sich zum Studium der Evangelischen Theologie.
Nach den Studienjahren 1950–1955 in Göttingen, Tübingen und Heidelberg kehrte er in die Hannoversche Landeskirche zurück und legte nach dem Vikariat 1958 das Zweite Theologische Examen ab. Danach wurde er Studieninspektor im Predigerseminar Imbshausen (1958–1960). Bei dem Praktischen Theologen Martin Doerne in Göttingen wurde er 1960 mit einer Dissertation über den Dorpater Praktischen Theologen und Lutherforscher Theodosius Harnack promoviert und übernahm in demselben Jahr eine Gemeindepfarrstelle in Clausthal-Zellerfeld. 1964–1970 war er Studentenpfarrer in Göttingen und danach von 1970 bis 1976 Leiter der Vikarsausbildung der Landeskirche Schleswig-Holsteins in Ahrensburg. Von 1976 bis zu seiner Emeritierung im Jahre 1996  wirkte Wittram als Superintendent in Stade, also wieder in der Landeskirche Hannovers.
Wittram hat sich die Bewahrung des baltischen kirchlichen Erbes und die Pflege auch der heutigen kirchlichen Kontakte nach Estland und Lettland sowie des Zusammenhalts innerhalb des baltischen Theologenkonvents in Deutschland zur besonderen Aufgabe gemacht. Er hat die Arbeit des Deutsch-Baltischen Kirchlichen Dienstes jahrzehntelang inspiriert und viele Jahre auch geleitet. Seit 1964 gehörte er als ordentliches Mitglied der Baltischen Historischen Kommission an; mit einer großen Zahl von Aufsätzen und Vorträgen hat er in sechs Jahrzehnten die Erforschung der baltischen Kirchengeschichte akzentuiert und gefördert.
Von 1996 bis 2002 war er Vorsitzender der Carl-Schirren-Gesellschaft.

## Veröffentlichungen
- Die Kirche bei Theodosius Harnack. Ekklesiologie und Praktische Theologie. Göttingen 1963 (Arbeiten zur Pastoraltheologie, Band 2).
- In der Freiheit bestehen. Evangelische Kirchen in den baltischen Ländern zwischen gestern und morgen. Leipzig 1999 (Aus der evangelischen Diaspora, Gestalten-Ereignisse-Gedanken, Band 7).
- Segensspuren folgen – Grenzen überwinden. Deutsch-Baltischer Kirchlicher Dienst 1946–2006. Hannover (2006).
- Einblicke in die baltische Kirchengeschichte. Bewährungsproben in einer Ostseeregion (= Dokumente aus Theologie und Kirche, Band 9), Rheinbach 2011 (Sammlung der wichtigsten Aufsätze).
- als Herausgeber: Kirchliches Leben und Theologie in den baltischen Gebieten vom 16. bis 20. Jahrhundert (= Baltische Seminare, Bd. 19). Carl-Schirren-Gesellschaft, Lüneburg 2011, ISBN 978-3-923149-63-6.
- Rückblicke in Stationen meines Lebens. Typoskript (Hemmingen 2017) (Archiv der Deutschbaltischen Genealogischen Gesellschaft Darmstadt, Signatur IV/2–55).